# Боттерилл, Джордж
Джордж Бо́ттерилл (англ. George Botterill; род. 8 января 1949, Брадфорд) — уэльский, ранее английский, шахматист, международный мастер (1978). Писатель.
Двукратный чемпион Великобритании (1974 и 1977).
В составе сборной Уэльса участник 22-й Олимпиады (1976) в Хайфе и сборной Англии — 5-го командного чемпионата Европы (1973) в Бат.

## Изменения рейтинга
| Графики недоступны из-за технических проблем. См. информацию на Фабрикаторе и на mediawiki.org. |